# Diócesis de Phan Thiết
La diócesis de Phan Thiết (en latín: Dioecesis Phanthieten(sis) y en vietnamita: Giáo phận Phan Thiết) es una circunscripción eclesiástica latina de la Iglesia católica en Vietnam, sufragánea de la arquidiócesis de Ho Chi Minh. La diócesis tiene al obispo Joseph Đỗ Mạnh Hùng como su ordinario desde el 3 de diciembre de 2019. 

## Territorio y organización
La diócesis tiene 7813 km² y extiende su jurisdicción sobre los fieles católicos de rito latino residentes en la provincia de Bình Thuận.
La sede de la diócesis se encuentra en la ciudad de Phan Thiết, en donde se halla la Catedral del Sagrado Corazón de Jesús.
En 2019 en la diócesis existían 100 parroquias.

## Historia
La diócesis fue erigida el 30 de enero de 1975 con la bula Arcano Dei del papa Pablo VI, obteniendo el territorio de la diócesis de Nha Trang.
El 24 de noviembre de 1983, con la carta apostólica Fuisse Mariam, el papa Juan Pablo II confirmó a la Santísima Virgen María, venerada con el título de Madre de Dios, como patrona principal de la diócesis.

## Estadísticas
De acuerdo al Anuario Pontificio 2020 la diócesis tenía a fines de 2019 un total de 187 047 fieles bautizados.
| Año                                                                             | Población            | Población | Población      | Sacerdotes | Sacerdotes    | Sacerdotes    | Bautizados por sacerdote | Diáconos permanentes | Religiosos | Religiosos | Parroquias |
| Año                                                                             | Bautizados católicos | Total     | % de católicos | Total      | Clero secular | Clero regular | Bautizados por sacerdote | Diáconos permanentes | Varones    | Mujeres    | Parroquias |
| ------------------------------------------------------------------------------- | -------------------- | --------- | -------------- | ---------- | ------------- | ------------- | ------------------------ | -------------------- | ---------- | ---------- | ---------- |
| 1979                                                                            | 75 000               | 600 000   | 12.5           | 57         | 52            | 5             | 1315                     |                      | 15         | 109        | 43         |
| 1999                                                                            | 126 336              | 979 732   | 12.9           | 71         | 65            | 6             | 1779                     |                      | 38         | 214        | 71         |
| 2000                                                                            | 134 511              | 1 047 040 | 12.8           | 71         | 65            | 6             | 1894                     |                      | 36         | 224        | 56         |
| 2001                                                                            | 135 717              | 1 047 040 | 13.0           | 75         | 71            | 4             | 1809                     | 5                    | 59         | 176        | 60         |
| 2003                                                                            | 140 328              | 1 156 428 | 12.1           | 81         | 72            | 9             | 1732                     |                      | 57         | 182        | 64         |
| 2004                                                                            | 147 000              | 1 106 012 | 13.3           | 80         | 71            | 9             | 1837                     |                      | 49         | 309        | 64         |
| 2013                                                                            | 171 518              | 1 180 300 | 14.5           | 129        | 110           | 19            | 1329                     |                      | 108        | 485        | 77         |
| 2016                                                                            | 179 303              | 1 207 389 | 14.9           | 160        | 134           | 26            | 1120                     |                      | 167        | 544        | 93         |
| 2019                                                                            | 187 047              | 1 298 970 | 14.4           | 191        | 151           | 40            | 979                      |                      | 247        | 797        | 100        |
| Fuente: Catholic-Hierarchy, que a su vez toma los datos del Anuario Pontificio. |                      |           |                |            |               |               |                          |                      |            |            |            |

## Episcopologio
- Paul Nguyên Van Hòa † (30 de enero de 1975-25 de abril de 1975 nombrado obispo de Nha Trang)
  - Sede vacante (1975-1979)
- Nicolas Huynh Van Nghi † (6 de diciembre de 1979-1 de abril de 2005 retirado)
- Paul Nguyên Thanh Hoan † (1 de abril de 2005 por sucesión-25 de julio de 2009 renunció)
- Joseph Vu Duy Thông † (25 de julio de 2009-1 de marzo de 2017 falleció)
  - Sede vacante (2017-2019)
  - Thomas Nguyên Van Trâm (14 de marzo de 2017-3 de diciembre de 2019) (administrador apostólico)[4]
- Joseph Đỗ Mạnh Hùng, desde el 3 de diciembre de 2019